# Diamond DA40
Le Diamond DA40 est un avion école et de voyage quadriplace à train tricycle construit en matériaux composites. En plus de son rôle d'entraînement au pilotage tant civil que militaire, il est aussi utilisé comme avion de tourisme par des particuliers.

## Historique et développement

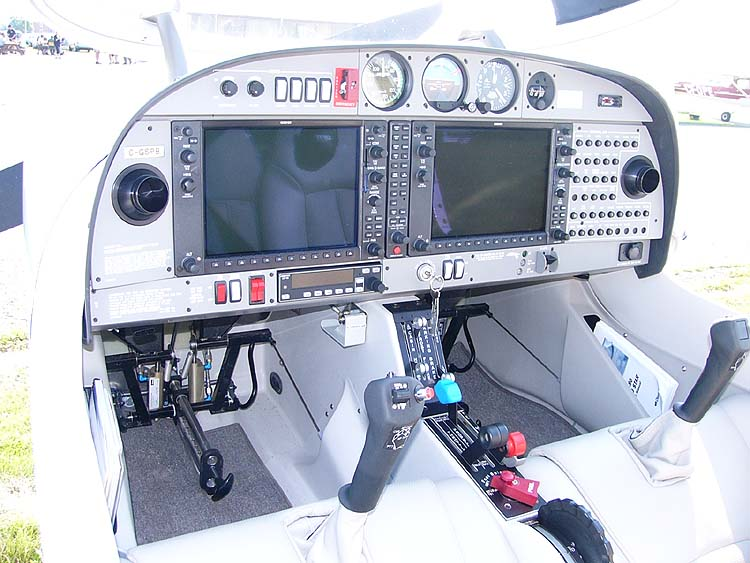
Diamond DA40 équipé de l'avionique Garmin G1000

Basé sur le succès de l'avion biplace Diamond DA20, Diamond Aircraft a conçu le DA40, variante quadriplace. Le Diamond DA40 est un avion entièrement fabriqué en matériaux composites et équipé d'un empennage en T. Le moteur Rotax 914 motorise le premier Diamond DA40, immatriculé OE-VPC, qui vole le 5 novembre 1997 et qui précède de peu le deuxième prototype, immatriculé OE-VPE et équipé d'un moteur Continental IO-240. En 1998, un troisième prototype DA40-V3 équipé du moteur Lycoming IO-360 est entré en phase d'essais en vol. Quatre prototypes supplémentaires ont suivi avant la mise en production de l'appareil en l'an 2000. La certification JAR 23 a été obtenue en octobre 2000. En 2002, le programme du moteur Lycoming a été déplacé au Canada, l'usine autrichienne se concentrant sur les moteurs Diesel. Comme indiqué sur son certificat de navigabilité, le DA40 a officiellement trois versions: DA 40, DA 40D et DA 40F,.
Le DA40 était initialement appelé DA40-180, équipé d'un moteur à injection Textron Lycoming IO-360 M1A.
Fin 2006, les modèles XL et FP ont remplacé le DA40-180. Le FP a remplacé le modèle à pas d'hélice fixe du 180 et le XL a remplacé le modèle à pas variable. Ces deux nouveaux modèles se distinguent du premier par une plus grande vitesse de croisière. Le DA40 XL est environ 8 km/h plus rapide grâce à une amélioration de son échappement.
Durant la dernière partie de l'année 2007, le constructeur a introduit les modèles XLS et CS et arrêté la version FP. Le DA40 XLS est une version haut de gamme, offrant notamment une avionique de dernière génération de type Garmin G1000 et un système de TCAS.
Les versions CS et XLS sont toutes les deux équipées du moteur à injection Lycoming IO-360-M1A. La différence majeure entre les deux versions se situe au niveau de l'hélice : le DA40 CS utilise une hélice bipale Hartzell tandis que le XLS est équipé d'une hélice MT tripale en matériaux composites.
Les DA40 sont produits à Wiener Neustadt (Autriche) et à London (Ontario, Canada). Depuis 2013, l'avion est produit sous licence à Iekaterinbourg (Russie) par Ural Works of Civil Aviation (UWCA).

## Association de type

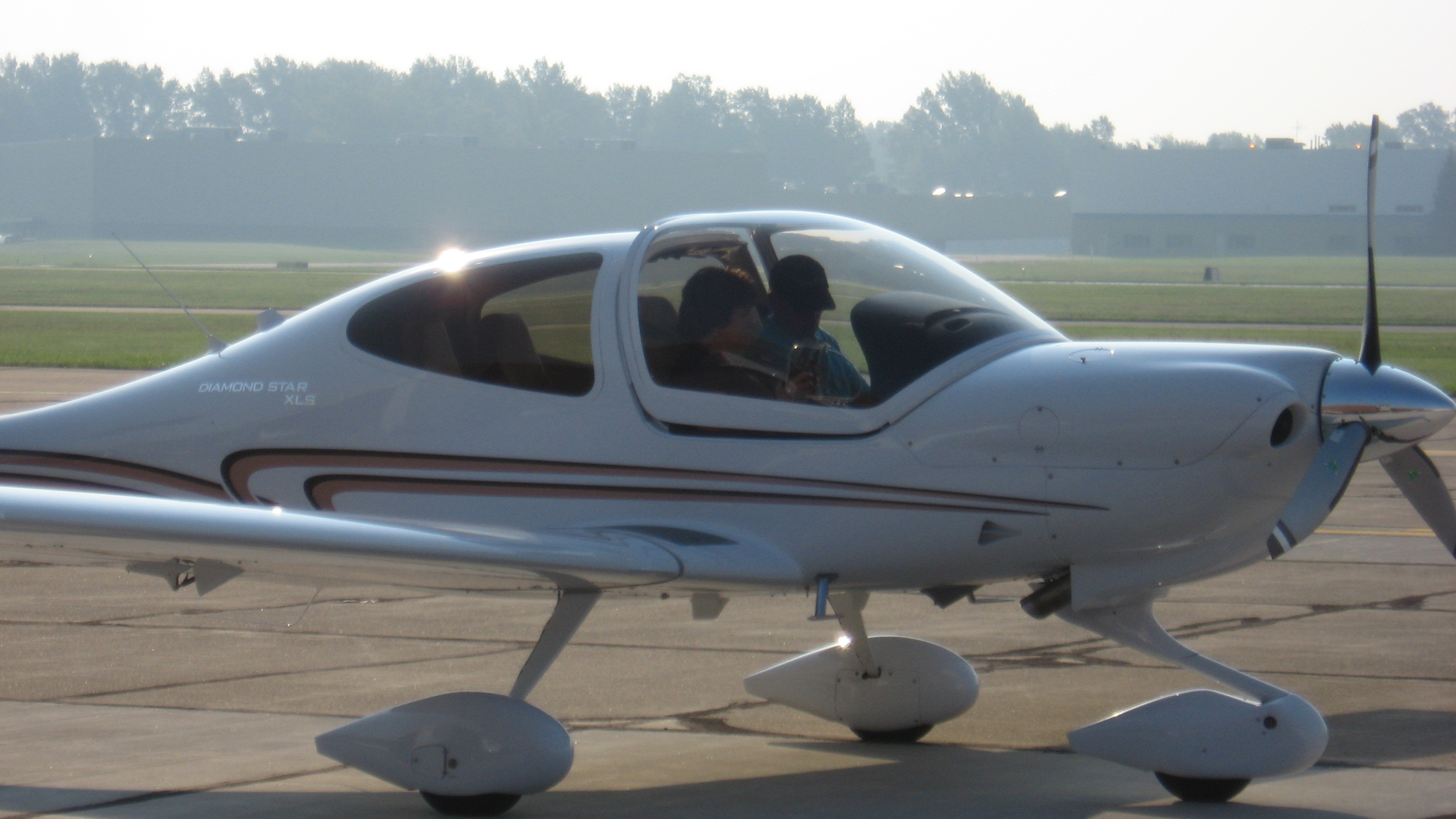
Diamond DA40 au roulage

Les avions Diamond sont soutenus par deux clubs actifs : The Diamond Aviators Association et le Diamond Aircraft Owners Free Forum.

## Spécifications DA40

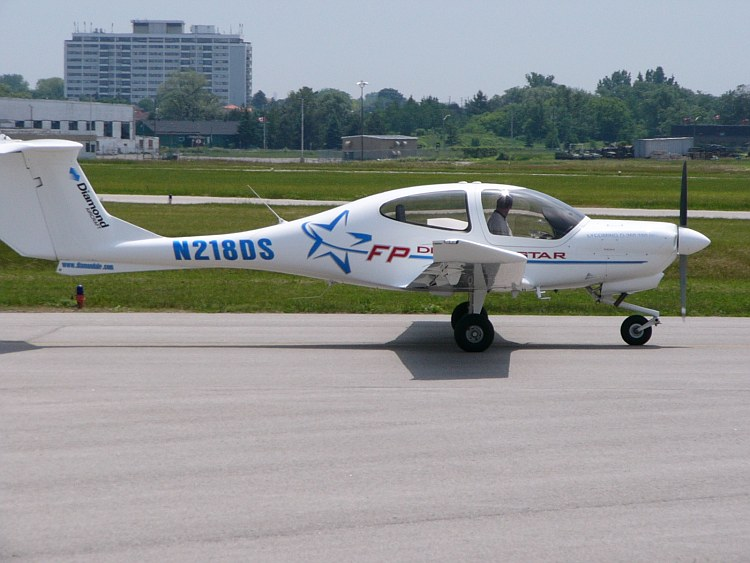
Diamond Star DA40 modèle à pas fixe

Données de Site du DA40
Caractéristiques générales
- Équipage : 1
- Capacité : 3 passagers
- Longueur : 8,01 m
- Envergure : 11,94 m
- Hauteur : 1,97 m
- Surface alaire : 13,54 m2
- Masse à vide : 830 kg
- Masse typique : 795 kg
- Charge utile : 391 kg
- Masse maximale au décollage : 1 150 kg
- Moteur : 1   moteur à pistons, 4-cylindres à plat, Lycoming IO-360-M1A de 134 kW (180 ch)
- Hélice: à pas variable, 3 pales en composite (MT)

 Performances 
- Vitesse à ne jamais dépasser : 329 km/h
- Vitesse maximale : 329 km/h
- Vitesse de croisière : 250 km/h
- Vitesse de décrochage : 91 km/h
- Distance franchissable : 2 600 km
- Plafond : 5 000 m
- Vitesse ascensionnelle : 5,7 m/s
- Rapport poids-puissance : 110 W/kg

## Équipements optionnels

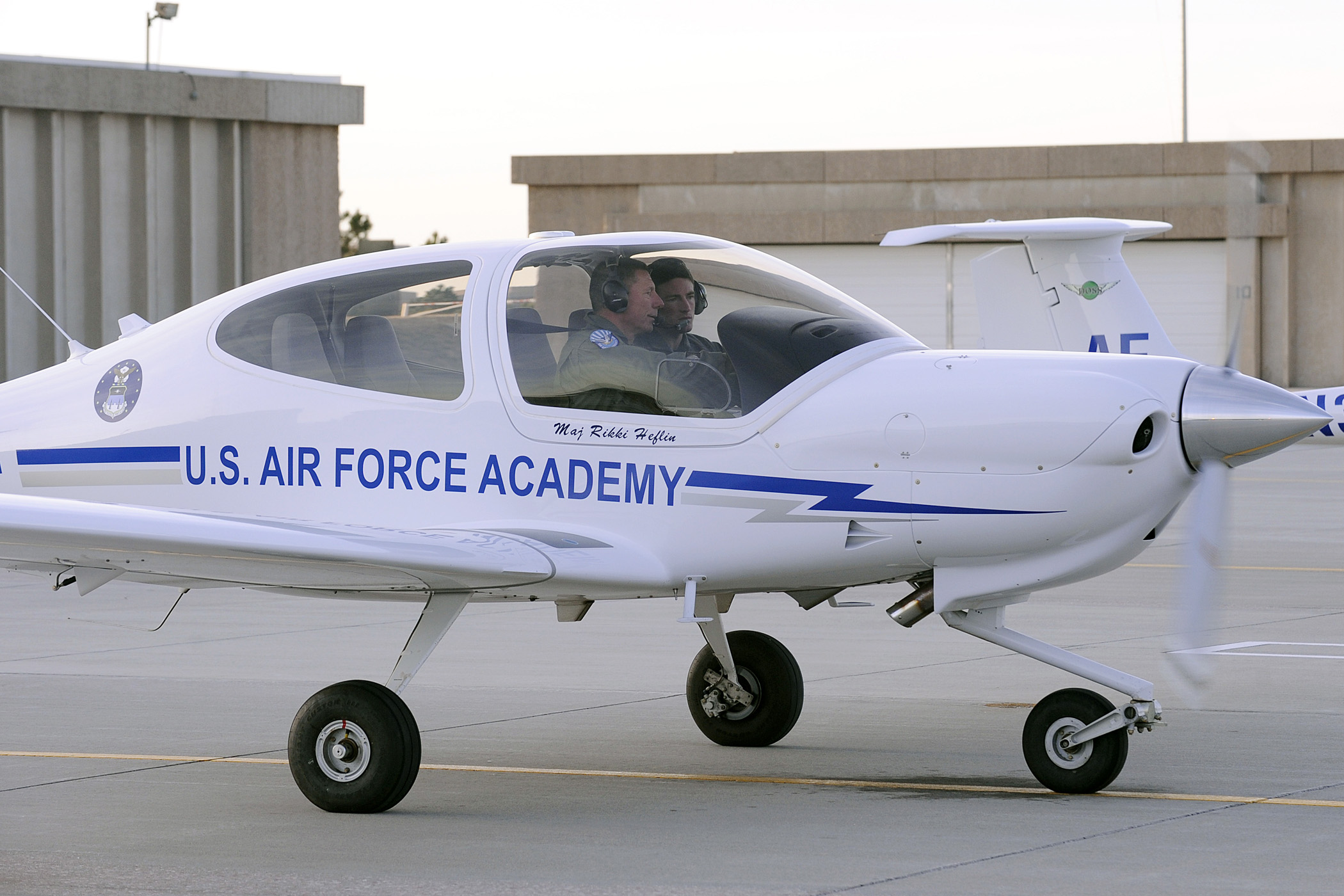
T-52A de l'école de pilotage de l'US Air Force

Les anciens modèles de DA40 peuvent être équipés en option de l'avionique Garmin G1000. Désormais, tous les appareils produits possèdent cet équipement de série.
En avril 2008, Diamond a introduit une option disponible pour le DA40 XLS appelée Garmin Synthetic Vision Technology.

## Variantes

### DA40-180
Modèle initial, équipé d'un moteur à essence Lycoming IO-360-M1A de 180 ch (135 kW) et d'une hélice MTV-12-B/180-17.

### DA40-TDI
Modèle  équipé d'un moteur diesel Thielert TAE 125-01 (Centurion 1.7) ou TAE 125-02-99 (Centurion 2.0) d'une puissance de 135 ch ou TAE 125-02-114 (Centurion 2.0S) d'une puissance de 155 ch.

### DA40-F
Modèle à pas d'hélice fixe équipé d'un moteur Lycoming O-360-A4M.

### T-52A
Version militaire. 20 modèles ont été achetés en 2009 et utilisés par le 557e escadron de l'USAF.

### eDA-40
Variante électrique équipée d'un moteur ENGINeUS100 produit par SAFRAN.